# Résolution 1785 du Conseil de sécurité des Nations unies
Membres permanents
- Chine
- États-Unis
- France
- Royaume-Uni
- Russie

Membres non permanents
- Afrique du Sud
- Belgique
- Congo
- Ghana
- Indonésie
- Italie
- Panama
- Pérou
- Qatar
- Slovaquie

Résolution no 1784 Résolution no 1786
La résolution 1785 du Conseil de sécurité des Nations unies a été adoptée à l'unanimité le 21 novembre 2007, prolongeant la mission de l'Union européenne en Bosnie-Herzégovine, EUFOR Althea, pour une année supplémentaire.

## Résolution
Notant que la Bosnie-Herzégovine n'avait jusqu'à présent fait que des progrès « très limités » vers l'intégration à l'Union européenne, le Conseil de sécurité a autorisé la Force de l'Union européenne (EUFOR Althea), chargée d'assurer le respect continu des accords de Dayton, à être prolongée pour une année supplémentaire.
La résolution 1785 (2007), adoptée à l'unanimité, a également autorisé le maintien d'un quartier général de l'Organisation du traité de l'Atlantique nord (OTAN), qui a dirigé la Force de stabilisation (SFOR, acronyme anglais pour Stabilisation Force) qui avait transféré les responsabilités de maintien de la paix à l'EUFOR en 2004, et a reconnu le droit des deux organisations à prendre toutes les mesures nécessaires pour se défendre contre les attaques ou les menaces.
Le Conseil a réitéré que la responsabilité première de la poursuite de la mise en œuvre de les accords de paix incombait aux autorités bosniennes. Leur respect – y compris la remise pour jugement de toutes les personnes inculpées par le Tribunal pénal international pour l'ex-Yougoslavie (TPIY) – déterminera la volonté continue de la communauté internationale et des principaux donateurs d'apporter leur soutien auxdites parties, indique la résolution.
Le Conseil a également souligné son plein soutien au haut représentant international en Bosnie-Herzégovine dans le suivi de la mise en œuvre des accords de paix et a reconnu qu'il est l'autorité finale en ce qui concerne l'interprétation des aspects civils de la mise en œuvre de l'accord. 

## Voir également
- Guerres de Yougoslavie
- Guerre de Bosnie-Herzégovine
- Mission des Nations Unies en Bosnie-Herzégovine (MINUBH)